# Bundesstraße 324
Pour les articles homonymes, voir Route 324.
La Bundesstraße 324 est une Bundesstraße du Land de Hesse.

## Géographie
La route commence dans le centre de Bad Hersfeld, à l'intersection entre la B 27 et la B 62. Elle mène dans une direction nord-ouest le long du Geisbach. La route traverse les quartiers d'Allmershausen, Gittersdorf, Untergeis et Obergeis et se termine à la jonction d'autoroute Bad Hersfeld-Ouest sur l'A 7. Peu avant sa fin, la route croise la LGV Hanovre - Wurtzbourg.

## Source
- (de) Cet article est partiellement ou en totalité issu de l’article de Wikipédia en allemand intitulé « Bundesstraße 324 » (voir la liste des auteurs).